# Руслан Адріано Крістофорі
Руслан Адріано Крістофорі (італ. Ruslan Adriano Cristofori) (Херсон, 23 лютого 1997)  натуралізований італійський стрибун у воду українського походження.

## Біографія
Народився в Херсоні в Україні, від нього відмовилися власні батьки ще немовлям.  Він ріс у державному закладі до чотирьох років, коли його усиновила італійська пара.  Його батько Марко – фотограф, мати Германа – вчителька. З ними він мешкав у Іспанії до 18 років, перш ніж оселитися в Італії. 
Під керівництвом Оскара Бертоне він представляв національну збірну Італії на Європейських іграх у Баку 2015 року, де виграв срібну медаль у змаганнях з 3-метрового трампліна, фінішувавши позаду британця Джеймса Хітлі .
На Чемпіонаті Європи зі стрибків у воду в Києві 2017 вибув у попередньому раунді з двадцять дев'ятого місця в таблиці зі стрибків з 3-метрового трампліна .
На Чемпіонаті світу з водних видів спорту в Будапешті 2017 року він посів п'ятдесяте місце у стрибках з 3-метрового трампліна .

## Нагороди
- Європейські ігри

Баку 2015 : срібло на трампліні 3 м

## Інші проекти
- Wikimedia Commons contiene immagini o altri file su Ruslan Adriano Cristofori